# L'Isle-Arné
 L'Isle-Arné  (en occitano L'Isleta e Arnès) es una población y comuna francesa, ubicada en la región de Mediodía-Pirineos, departamento de Gers, en el distrito de Auch y cantón de Gimont.

## Demografía
| 115 | 108 | 101 | 101 | 83 | 82 | 167 | 181 |
| Para los censos de 1962 a 1999 la población legal corresponde a la población sin duplicidades (Fuente: INSEE [Consultar]) |     |     |     |    |    |     |     |